# Teun Mulder
Teun Mulder (n. 18 iunie 1981, Zuuk⁠(d), Gelderland, Țările de Jos) este un ciclist olandez, medaliat olimpic. A participat la 3 ediții ale Jocurilor Olimpice (2004, 2008, 2012) în care a câștigat o medalie de bronz.